# Vessioli (Pàvlovski)
Vessioli - Весëлый (rus) - és un khútor que pertany al municipi de Pàvlovski (krai de Krasnodar, Rússia). Es troba a la riba esquerra del riu Nepil, a 26 km al nord-oest de Krimsk i a 100 km a l'oest de Krasnodar, la capital.